# Marcos Antonio García Nascimiento
Marcos Antonio García Nascimiento, meglio noto come Nasa (Franca, 21 ottobre 1979), è un ex calciatore brasiliano, di ruolo centrocampista.